# Projeto Grande Carajás

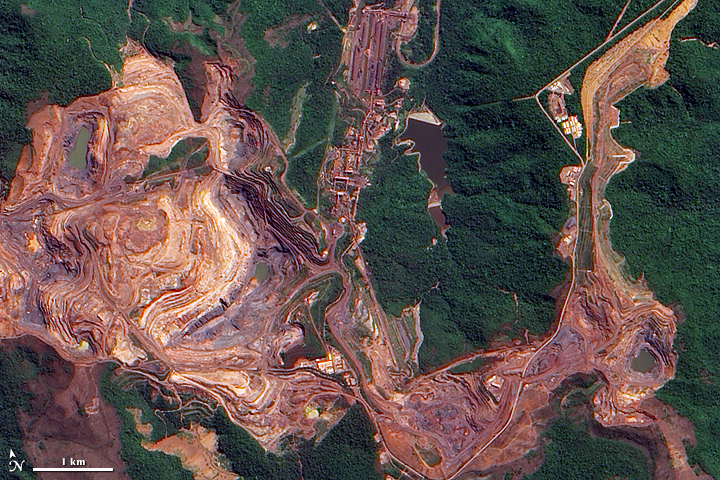
Mina de ferro na Serra dos Carajás, vista por satélite em julho de 2009

Programa Grande Carajás (PGC) ou Projeto Grande Carajás é um projeto de extração mineral, de produção agrícola, de transformação e beneficiamento mineral e de produção energética, que também inclui infraestruturas logísticas e de comunicação em uma imensa região do meio-norte brasileiro. Foi concebido inicialmente como programa de governo (ditadura militar brasileira), que depois tornou-se programa de Estado sob justificativa alegada de produção de divisas para promoção de superavit primário e pagamento da dívida externa brasileira. É, de fato, um grande projeto econômico privado voltado unicamente para a exportação, com características de enclave econômico (mais especificamente enclave mineral), com fortíssima concentração de renda e formação de latifúndios.
Estende-se por 900 mil km², numa área que corresponde a um décimo do território brasileiro, e que é cortada pelas bacias dos rios Xingu, Tocantins e Araguaia, e engloba terras do leste do Pará, norte de Tocantins e sudoeste, centro e norte do Maranhão.
Na atividade mineira, centrada na Província Mineral Carajás, foi inicialmente levado a cabo pela empresa estatal brasileira Companhia Vale do Rio Doce (CVRD), durante o governo de João Batista Figueiredo, quando Eliezer Batista era presidente da empresa. Mesmo após a privatização da CVRD a atividade mineral está concessionada principalmente à Vale.

## História
Um geólogo a serviço da empresa norte-americana United States Steel, empresa que vinha pesquisando o subsolo amazônico desde o início dos anos 1949 à procura de minério de manganês, foi quem descobriu a reserva de minério de ferro de Carajás em 1962. A United States Steel, passou a deter 70,1% da mina, o restante ficando com a Companhia Vale do Rio Doce. Surgiram sérias divergências entre as duas companhias, que se  tornaram insuperáveis até que os americanos desistiram do projeto. Eliezer Batista considerava de fundamental importância para os interesses estratégicos do Brasil manter em mãos brasileiras a maior reserva polimetálica do mundo.
| “ | Houve sérios confrontos (…) Lembro-me de uma destas passagens, ocorrida em Frankfurt, no quarto de um desses hotéis de aeroporto. Tive uma inflamada reunião com diretores da U.S. Steel. Eles afirmavam ter colocado dinheiro no projeto apenas para suprir suas próprias usinas na Costa Leste dos Estados Unidos e não para transformar Carajás em um projeto global | ” |

Em 1970, foi constituída uma joint venture chamada Amazônia Mineração S. A. (AMZA), composta pela CVRD (51%) e pela Companhia Meridional de Mineração (49%). A empresa deveria implantar o Projeto Grande Carajás, em um projeto unificado de pesquisa mineral abrangendo uma área de 160 milhões de hectares.
Em 1972, a Vale, por meio de sua subsidiária Rio Doce Engenharia e Planejamento S.A - RDEP, associou-se à USS Engineers and Consultants INC. (também subsidiária da US Steel) para constituir a VALUEC Serviços Técnicos Ltda. A empresa foi criada com o objetivo de viabilizar o Projeto Carajás, por meio de estudos técnico-econômicos da exploração do ferro na região.
A VALUEC foi responsável por definir o modo de escoamento do minério, comparando diversas opções de transporte interior ligadas a diversas alternativas portuárias. A empresa realizou toda a concepção da Estrada de Ferro Carajás, projetos básicos, projetos operacionais e estudos de viabilidade.
Com divergências sobre o controle da AMZA, a US Steel deixou a companhia em 1977 por uma indenização de US$ 50 milhões, deixando a CVRD como única acionista. Também deixou a VALUEC, transferindo as suas ações para a Docenave, uma empresa controlada pela Vale do Rio Doce.
Em 1978, a VALUEC teve a razão social alterada para VALEC Comércio e Serviços Ltda..
O Programa Grande Carajás (PGC), oficialmente lançado em 1982, tinha como objetivo realizar a exploração integrada dos recursos da Província Mineral Carajás, considerada a mais rica do mundo, contendo  minério de ferro de alto teor, ouro, estanho, bauxita (alumínio), manganês, níquel, cobre e minérios raros. A vida útil das reservas de ferro, estimada na década de 1980, era de cerca de 500 anos. O PGC não se limitou apenas a explorar a mineração; existiam outros projetos agropecuários de extração florestal, que tinham por objetivo criar uma zona de produção de suprimentos para as atividades de mineração.
O PGC foi regulamentado pelos Decreto-lei nº 1.813, de 24 de novembro de 1980 e Decreto do Poder Executivo n° 85.387 de 24 de novembro de 1980, que criou o conselho interministerial do PGC para  supervisionar o programa.
A Vale, terceira maior mineradora de ferro do mundo e principal agente privado atuante dentro da área do PGC, foi privatizada em 1997. Desta forma, ganhou a concessão da maior reserva de minério de alto teor de ferro do mundo, além de possuir reservas de manganês, cobre, níquel, ouro, bauxita e cassiterita. 
Os preços do minério de ferro, principal riqueza de Carajás no mercado internacional, se elevaram a partir de 2004, a partir da demanda de países emergentes, como a China, o que levou o preço das ações da Vale a dispararem na Bovespa. Seguiu-se o fim do Boom das commodities na década de 2000 a partir de 2014, onde ocorreu um arrefecimento na demanda de minério de ferro, com os preços caindo drasticamente. Entre os anos de 2004 a 2009, a cotação do minério era, em média, U$ 120/tonelada. Chegou a ficar abaixo de U$ 60/tonelada em 2014. A vinculação do projeto a uma lógica privada e a cotação internacional de preços afetou fortemente o planejamento de investimentos em infrastruturas sociais e econômicas na área.

## Infraestrutura de apoio
Para a consolidação do projeto, foi implantada uma enorme infraestrutura, que incluiu a Usina Hidrelétrica de Tucuruí, polos agropecuários (destacadamente Tucumã, Araguaína e Canaã dos Carajás, além de Palmares de Parauapebas e Sororó de Marabá), linhas de transmissão aéreas elétricas, sistemas de monitoramento (Sivam), infraestruturas de defesa (23.ª Brigada) e policiamento, de comunicações e centros urbanos administrativos, tudo erguido numa região antes parcamente povoada.
De Carajás até o Porto do Itaqui, em São Luís, foi construída a Estrada de Ferro Carajás para facilitar o escoamento das riquezas minerais, que são em sua grande maioria exportadas sem beneficiamento algum. Além de Itaqui, há o Porto de Ponta da Madeira. Essa área exporta atualmente mais de 100 milhões de toneladas de minério de  ferro por ano, principalmente para a Ásia, além de quantidades razoáveis de manganês e cobre.
Além da ferrovia, foi pensado, mas nunca posto em operação, o uso da Hidrovia Tocantins-Araguaia para o escoamento dos minerais extraídos. Chegou-se inclusive a planejar a construção das eclusas de Tucuruí, e anunciar a construção do Porto de Marabá.

## Industrialização e exportação
O minério de ferro também é largamente utilizado nos setores siderúrgico e metalúrgico, considerados alguns dos mais relevantes ramos industriais. As cidades de Marabá, Açailândia, Santa Inês e Pindaré Mirim possuem fornos de beneficiamento de ferro em gusa e aço, além de correias metálicas, bem como fábricas de produção de alumínio em Barcarena e São Luís. China e Japão, por exemplo, são grandes compradores do minério brasileiro, que garante o suprimento de matéria-prima ao parque industrial do extremo oriente.